# Plagiochila knysnana
Plagiochila knysnana là một loài rêu trong họ Plagiochilaceae. Loài này được S.W. Arnell mô tả khoa học đầu tiên năm 1954.
Danh pháp khoa học của loài này chưa được làm sáng tỏ. 